# 岳駿聲
岳駿聲（1573年—？），字之宣、季有，號石鍾，浙江嘉興府嘉興縣籍桐鄉縣人，明朝政治人物。

## 生平
萬曆三十四年（1606年）丙午浙江鄉試八十七名舉人，萬曆三十八年（1610年）庚戌科會試一百二十三名，廷试第二甲第十三名進士。都察院觀政。授刑部山東司主事，四十一年陞員外，四十二年陞部中，四十三年陞河南汝寧府知府。萬曆末升河南按察司副使，天啓元年（1621年）二月改任山东漕储道副使，管淮安漕运，十月升山东布政使司右参政，仍管漕事，三年正月升湖广按察司按察使，管屯田水利，调贵州，辞官归。五年四月起复湖广按察使、武昌兵备道，六年二月升山東右布政使，七年正月以连云岛之捷，升一级，入为光禄寺卿，管少卿事，三月改任太常寺卿，七年八月以殿工加恩，加都察院右都御史、照旧管事。

## 家族
曾祖岳鳴迅，壽官；祖父岳商；父岳九德，號心葵，□□□主事口奉直大夫兵部員外郎贈中憲大夫汝寧府；母張氏（勅封太孺人、誥封太宜人、誥贈太恭人）。永感下，妻沈氏（勅封宜人、誥封恭人）。兄岳元聲（癸未進士、工部都水司郎中、建言為民，恩詔閑住）；岳中聲（庠生）；岳和聲（壬辰進士、福建提學副使），弟岳五聲（庠生）。子岳浤（增例監生）；岳渶（庠生）；岳澐。
岳和聲、岳骏聲、岳元聲，兄弟三進士。